# Stopklatka
Stopklatka.pl (Стопкадър) е най-старият полски интернет филмов портал, който съдържа информация за филми, телевизионни сериали и актьори.

## История
Сайтът е създаден през август 1996 г., но неговата история започва много по-рано, през октомври 1986 г., когато е излъчено първото радио шоу, наречено „Стопкадър“. Излъчването е осъществено по Академичното радио „Запад“ в Шчечин със създатели Даниел Бочински и Мариус Машланка, а през 1987 г. към тях се присъединява Адам Бортник. През 1993 г. програмата е прехвърлена към местното радио „ABC“ в Шчечин.
През август 1996 г. Адам Бортник основана на уебсайт, наречен „Stopklatka“ като част от уебсайта на радио „ABC“, чийто дизайн е изготвен от Кшиштов Спур и по споразумение с Microsoft Corporation на платформа IE4.0.
През май 1998 г. Адам Бортник и Славомир Чихон регистрират едноименно дружество. Славомир Чихон напуска през 1999 г., а към групата се присъединява Пшемислав Басяк, който има образование и опит в проектиране и създаване на уеб сайтове, както и страст за филми, за да допълни създаденото от Адам Бортник и Кшиштов Спур.
Освен поддръжката на сайта те започват да правят услуги за създаване и поддържане на уебсайтове на клиенти от филмовата индустрия.
През 2000 г., след договореност със софтуерната компания „PROKOM Software SA“ за закупуване на 80%, се учредява ООД с наименование „Stopklatka Sp“, в което Адам Бортник и Пшемислав Басяк са членове на управителния съвет.
През 2010 г. дружеството става публично акционерно дружество и мажоритарния му пакет става собственост на „Kino Polska TV Sp“.

## Информация на сайта
Сайтът претърпява през декември 2012 г. цялостна реконструкция, включително обновяване на логото и графичен страницата. Съдържа в своята колекция повече от 70 000 филма, над 6000 сериала (без отделните им епизоди) и информация за над 140 000 актьори и актриси.
Сайтът съдържа:
- Подробна информация за филмите – производство, режисьори, актьори;
- Трейлъри, галерии, снимки, премиери, носители;
- Информация за фестивали и филмови награди
- Рейтинг и препоръки за телевизионни филми
- Бокс офис
- Филмова музика

През 2001 г. стартира услугата WAP представяне на събития и любопитни факти от света на киното, репертоара, и актуални новости от текущи конкурси за филми.
Допълнителна атракция за фенове е създаването на „специални страници“, посветена на актьори, режисьори и филми и телевизионни сериали, създадени от фенове на филмовия свят.

## Награди
- 2009 – Награда на Полския филмов институт в категорията „Уеб портал на филми“ за голям принос в развитието, популяризирането и разпространението на филмовата култура в Полша.